# Radar Voronej
Les radars Voronej (en russe : РЛС Воронеж) constituent la génération actuelle de radars d’alerte précoce russes, qui assurent la surveillance à longue distance de l’espace aérien contre les attaques de missiles balistiques et la surveillance des aéronefs. Le premier radar, situé à Lekhtusi, près de Saint-Pétersbourg, est devenu opérationnel en 2009. Il est prévu de remplacer les anciens radars par le Voronej d'ici 2020.

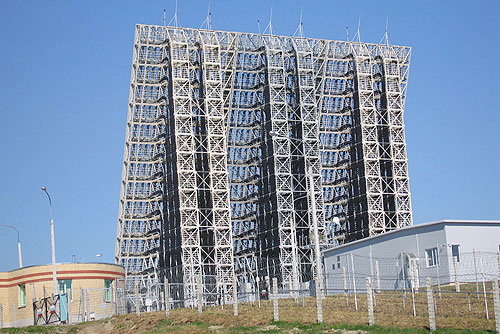
Radar à Lekhtusi dans l'Oblast de Léningrad.

Son nom vient de la rivière Voronej conformément à la tradition russe de nommer ses systèmes radar par des noms de cours d'eau.
Les radars Voronej sont décrits comme hautement préfabriqués, ce qui signifie qu’ils ont une durée d’installation de plusieurs mois plutôt que de plusieurs années et qu’ils ont besoin de moins de personnel que les générations précédentes. Ils sont également modulaires afin qu'un radar puisse être mis en service (partiellement) tout en étant incomplet. 
La Russie, a vu deux de ses systèmes endommagés par les Ukrainiens, le 23 mai 2024 (Voronej-DM) sur la base de Baronovsky près de la ville d’Armavir, kraï de Krasnodar, à 600 km du front, puis le 27 mai 2024 (Voronej-M) près de la ville d'Orsk, oblast d'Orenbourg, à 1 800 km du front, proche de la frontière du Kazakhstan,.

## Types
Chacune des déclinaisons de ce radar sont à commande de phase.
- Voronej-M (77Ya6-M) fonctionne dans la gamme des longueurs d’onde (VHF) et a été conçu par RTI Mints.
- Voronej-DM (77Ya6-DM) fonctionne dans la gamme décimétrique (UHF) et a été conçu par NPK NIIDAR. Il a une portée maximale de 10 000 km et est capable de suivre simultanément 500 objets[7],[8]. En 2015, sa portée maximale est de 10 000 km. La plage d’horizon est de 6 000 km et la plage verticale de 8 000 km (en raison de l’horizon radar, cette plage ne s’applique que si la cible est située à plusieurs milliers de kilomètres d’altitude). À une distance de 8 000 km, le radar peut détecter des cibles de la taille d'un "ballon de football".
- Voronej-VP (77Ya6-VP) fonctionne dans la gamme de mètre (VHF) et a été conçu par RTI Mints. Le seul construit a 6 segments au lieu des 3 du Voronej-M[9].

Un Voronej-M coûterait 2,85 milliards de roubles et un Voronej-DM 4,3 milliards de roubles. Cela se compare au coût de 5 milliards de roubles d'un Dniepr et de 19,8 milliards de roubles d'un Daryal, aux prix courants. Les systèmes Voronej sont fabriqués à l’usine de Saransk.
Leurs concepteurs, Sergey Boev (RTI), Sergey Saprykin (NIIDAR) et Valeriy Karasev (RTI Mints), ont été conjointement récompensés du Prix national 2011 de la science et de la technologie pour leurs travaux sur le Voronej,.

## Installations

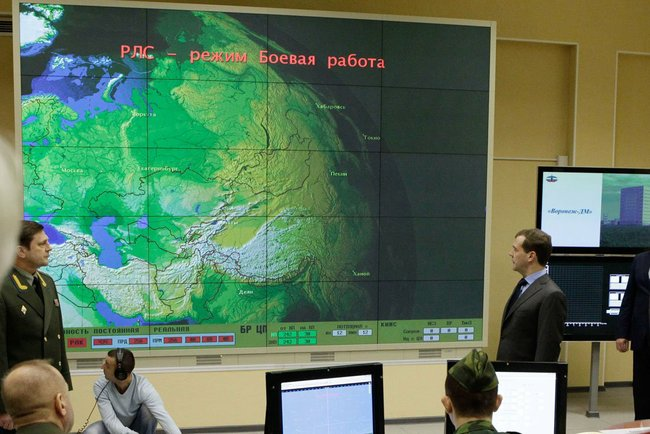
Dmitri Medvedev et le général Oleg Ostapenko dans la salle de commandement du "Voronej-DM" à Kaliningrad en 2011

Le premier radar, un Voronej-M, a été construit à Lekhtusi, près de Saint-Pétersbourg. Il est entré en phase d'essais en 2005 et a été déclaré « prêt au combat » en 2012. Il est adjacent à l'Académie militaire militaire A. Mozhaysky, qui est un centre de formation d'officiers pour les forces de défense aérospatiales. Il est décrit comme un moyen de combler le vide d'alerte causé par la fermeture de la station radar de Skrunda en Lettonie en 1998, bien que le radar Volga à Hantsavichy, en Biélorussie, ait également été décrit comme faisant cela, et en tant que radar UHF, la Volga a une résolution différente de celle du VHF Voronej-M.
Le deuxième radar est à Armavir, dans le sud de la Russie, sur le site de l'aérodrome de Baronovsky. Il s’agit d’un radar UHF Voronej-DM qui a été annoncé comme remplaçant la couverture perdue lors de la fermeture des radars Dnestr de Sébastopol et Moukatchevo en Ukraine en 2009. Il existe en fait deux radars sur ce site, le premier couvrant le sud-ouest et pourrait remplacer les radars ukrainiens. La seconde, orientée sud-est, pourrait remplacer le radar Daryal à Gabala, qui a fermé fin 2012.
Le troisième radar se trouve au sud de Pionersky à Kaliningrad, sur le site de l’aérodrome de Dunayevka. Il s'agit d'un autre Voronej-DM UHF entouré de pays qui appartiennent maintenant à l'OTAN. Il n'y a qu'un seul radar ici et il est entièrement opérationnel depuis 2014,.
Un radar a été construit à Mishelevka, à Irkoutsk, sur le site de l'ancien radar Daryal, qui n'a jamais été opérationnel, et qui a été démoli en 2011. Le radar est un Voronej-VP et est situé à proximité de l'ancien émetteur Daryal. Ce radar couvre le sud et peut remplacer l’un des deux radars Dnepr sur ce site. Un autre radar Voronej-VP était prévu, offrant une couverture de 240 degrés, le site passa opérationnel en 2014.
Les travaux ont commencé sur la station de Barnaoul en 2013, d'autres sites annoncés sont Omsk, Ienisseïsk et Orenbourg,,.
Le 20 décembre 2017, trois nouvelles stations radar de Voronej sont entrées en service en Russie, portant ainsi le nombre total de radars opérationnels à 8 (la station radar d'Armavir exploite deux radars). Les radars sont situés dans le kraï de Krasnoïarsk, le kraï de l'Altaï et l'oblast d'Orenbourg.

## Sites
[Quand ?]
| Lieux                                                                                       | Coordonnées                         | Type       | Statut                   | Observations |
| ------------------------------------------------------------------------------------------- | ----------------------------------- | ---------- | ------------------------ | --- |
| Station radar de Lekhtusi, Oblast de Léningrad                                              | 60° 16′ 31,65″ N, 30° 32′ 45,66″ E  | Voronej-M  | Opérationnel             | Entièrement opérationnel en 2012 Comble le manque de couverture causé par la perte du radar Skrunda-1,. |
| Station radar d'Armavir, Kraï de Krasnodar                                                  | 44° 55′ 30,38″ N, 40° 59′ 02,02″ E  | Voronej-DM | Opérationnel             | Deux radars sur ce site. L'un couvre le sud-ouest, le second couvre le sud/sud-est et pourrait remplacer la station radar de Gabala en Azerbaïdjan. Entièrement opérationnel en avril 2015. La station aurait été attaquée le 23 mai 2024. |
| Station radar de Pionersky sur l'ancienne base aérienne de Dunayevka, Oblast de Kaliningrad | 54° 51′ 26″ N, 20° 10′ 56″ E        | Voronej-DM | Opérationnel             | Partiellement opérationnel en novembre 2011. Entièrement opérationnel en 2014,. |
| Station radar de Mishelevka, Oblast d'Irkoutsk                                              | 52° 51′ 20,11″ N, 103° 13′ 53,94″ E | Voronej-VP | Opérationnel             | Remplace l'un des radars Dnepr et le radar Daryal-U qui a été démoli en juin 2011. Le radar est entré en essai en mars 2012, entièrement opérationnel en 2015.                                                                             |
| Près de Yeniseysk, Kraï de Krasnoïarsk                                                      | 58° 30′ 22″ N, 92° 02′ 46″ E        | Voronej-DM | Opérationnel             | Entièrement opérationnel en décembre 2017,. |
| Près de Barnaoul, Kraï de l'Altaï                                                           | 53° 08′ 21,1″ N, 83° 40′ 52,5″ E    | Voronej-DM | Opérationnel             | Entièrement opérationnel en décembre 2017,. |
| Près de Orsk, Oblast d'Orenbourg                                                            | 51° 16′ 24″ N, 58° 57′ 33″ E        | Voronej-M  | Opérationnel             | Entièrement opérationnel en décembre 2017,. |
| Près de Vorkouta, Komi                                                                      | 67° 36′ 50,3″ N, 63° 45′ 19,5″ E    | Voronej-M  | En construction          | La construction a commencé en septembre 2015. Remplacera le radar actuel de Daryal sur ce site. |
| Station radar d'Olenegorsk, Oblast de Mourmansk                                             | 68° 06′ 59,63″ N, 33° 55′ 08,69″ E  | Voronej-VP | En construction[Quand ?] | La construction a commencé. Remplacera le radar Dnestr / Daugava sur ce site. |
| Près de Sébastopol, péninsule de Crimée                                                     | 44° 34′ 44″ N, 33° 23′ 10″ E        | Voronej-SM | Planifié                 | Construction annoncé en aout 2017. Va remplacer le radar Dnestr actuel sur ce site. |